# Golgotha (Munch)
Pour les articles homonymes, voir Golgotha (homonymie).
 (juin 2021).
Si vous disposez d'ouvrages ou d'articles de référence ou si vous connaissez des sites web de qualité traitant du thème abordé ici, merci de compléter l'article en donnant les références utiles à sa vérifiabilité et en les liant à la section « Notes et références ».
Golgotha est un tableau d'Edvard Munch, peint en 1900, alors que le peintre norvégien se trouvait en Allemagne où il a côtoyé des artistes de l'avant-garde du groupe Die Brücke.
Dans cette œuvre, il expérimente les techniques expressionnistes où l'allongement des visages et des figures mettent en avant les émotions. Cette peinture représente une scène religieuse, dont le thème est la crucifixion de Jésus sur le mont Golgotha (signifiant « le crâne »). Munch a été fortement influencé par Van Gogh et Gauguin.